# Turkey Point Provincial Park
Turkey Point Provincial Park är en park i Kanada.   Den ligger i provinsen Ontario, i den sydöstra delen av landet, 500 km sydväst om huvudstaden Ottawa. Turkey Point Provincial Park ligger 179 meter över havet.
Terrängen runt Turkey Point Provincial Park är platt. Närmaste större samhälle är Norfolk County, 16,8 km norr om Turkey Point Provincial Park. 